# Лочица об Савињи
Лочица об Савињи (словен. Ločica ob Savinji) је насељено место у општини Ползела, Савињска регија, Словенија.

## Историја
До територијалне реорганизације у Словенији била је у саставу старе општине Жалец.

## Становништво
У попису становништва из 2011. године Лочица об Савињи је имала 825 становника.
| Број становника према пописима | Број становника према пописима | Број становника према пописима |
| ------------------------------ | ------------------------------ | ------------------------------ |
| 1991                           | 2002                           | 2011                           |
| 543                            | 653                            | 825                            |

Напомена: До 1953. исказивано под именом Лочица.